# José Luis Alcobendas
José Luis Alcobendas (Madrid, 1966) es un actor español de cine, teatro y televisión, licenciado en Veterinaria y Arte Dramático.

## Biografía
En cuanto al cine, ha trabajado en películas como Gitano, Salvajes, La torre de Suso o El diario de Carlota, entre otras producciones. También ha participado en series de televisión, como Cuéntame cómo pasó o Amar en tiempos revueltos, que le valió la nominación y el premio de la Unión de Actores respectivamente. En el teatro, destaca su papel en La tortuga de Darwin, que le supuso una nueva nominación a los premios Unión de Actores. También de Juan Mayorga, participó en el elenco de la obra La paz perpetua (2008), en el Teatro María Guerrero de Madrid.